# Schulpengat (schip, 1990)

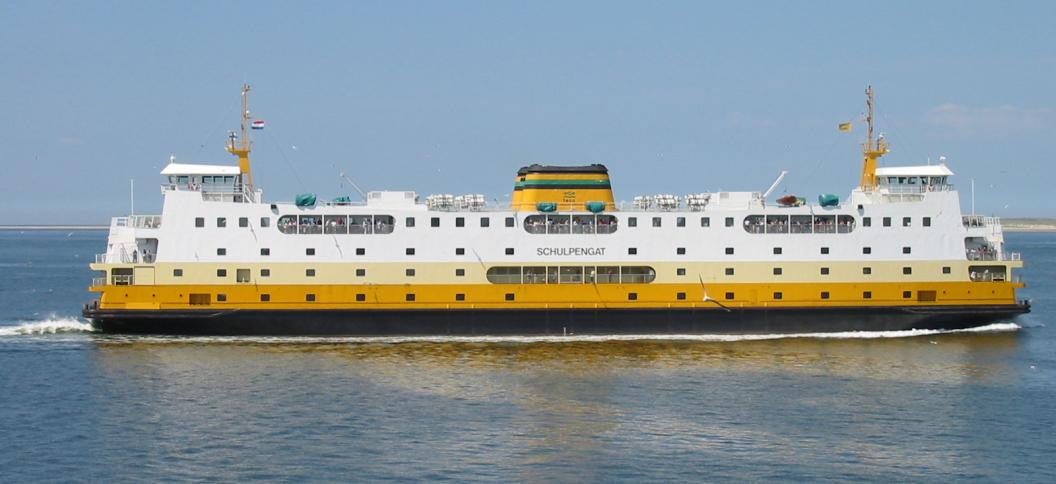
De Schulpengat in de originele kleurstelling die het schip droeg vanaf de bouw in 1989/1990 tot 2007

De Schulpengat was van 1990 tot 2005 het vlaggenschip en van 2005 tot 2016 eerste reserveschip van de veerdienst Texel-Den Helder, de Koninklijke N.V. Texels Eigen Stoomboot Onderneming. Het schip werd gebouwd door de Verolme Scheepswerf Heusden (VSH). De Schulpengat was het tweede dubbeldeksschip van TESO en het biedt plaats aan 242 personenauto's en 1750 passagiers. De veerboot is medio 2017 uit de vaart genomen.
De boot is vernoemd naar het Schulpengat, een vaargeul die zich onder Noorderhaaks nabij Texel bevindt.

## Voorgeschiedenis
Na de komst van de dubbeldeksveerboot Molengat in 1980 werden pas in 1986 de dubbeldeksinrichtingen in de havens in gebruik genomen. Dit betekende een groot succes voor TESO in de strijd tegen de lange wachttijden voor de veerdienst. Met de inzet van de reserveschepen Marsdiep en Texelstroom was TESO echter nog altijd aangewezen op enkeldeksschepen. In 1987 startte men dan ook het nieuwbouwproces voor een tweede dubbeldeksveerboot. Hierbij was het uitgangspunt 250 personenauto's en 1750 passagiers te kunnen vervoeren. Aangezien de nieuwe veerboot in de bestaande haveninrichtingen moest passen, kon deze grotere capaciteit alleen verkregen worden door een langer schip te ontwerpen. Het Bureau voor Scheepsbouw zorgde voor een ontwerp. Hierbij had het bureau te maken met lastige ontwerpkeuzes, omdat breedte, hoogte en diepgang van het schip niet te veel konden afwijken van de Molengat. Ook hadden de ontwerpers te maken met een beperkte laad- en lostijd. Meer auto's vervoeren betekent langer laden en lossen, terwijl de veerdienst in een strak schema vaart. Daardoor moest de snelheid van het nieuwe schip hoger worden dan die van haar voorgangers. Uiteindelijk werd de veerboot 14 meter langer dan de Molengat en werd de maximale dienstsnelheid 13,6 knopen. In 1988 werd bekend dat de nieuwe veerboot Schulpengat zou gaan heten.

## Bouw
De bouw van het schip begon op 27 juli 1989 met de kiellegging. Evenals bij de Molengat viel de keuze voor een werf op Verolme Scheepswerf Heusden (VSH) die het schip bouwde onder bouwnummer 1012. De Schulpengat werd te water gelaten op 28 juli 1990. Hierbij was de veerboot opgebouwd tot aan het onderste rijdek. Op 8 oktober 1990 werd de Schulpengat naar Dordrecht gesleept voor de afbouw. Op 18 december 1990 kwam de veerboot aan op Texel, waarna het op 18 februari 1991 in dienst kwam.

## Beschrijving

### Dekken
Het bovenste dek van het schip is het topdek. Dit is het gedeelte dat zich boven de stuurhuizen bevindt. Dit dek was niet toegankelijk voor passagiers. Onder het topdek bevindt zich het brugdek. Op dit dek zijn de beide stuurhuizen en de twee schoorstenen te vinden. Ook dit dek was niet toegankelijk voor passagiers. Het volgende dek is het promenadedek, waarop zich de salons, toiletten en balkons bevinden. Op dit dek verbleven de passagiers gewoonlijk tijdens een overtocht. Hieronder bevindt zich het bovenrijdek, waar personenauto's een plaats vonden. Aan weerszijden van het schip zijn vervolgens de rijwieldekken te vinden, die qua hoogte halverwege het benedenrijdek gesitueerd zijn. Het laagste voor passagiers toegankelijke dek is dit benedenrijdek, waar aan weerszijden personenauto's konden staan en waar het hoge middengedeelte bestemd was voor vrachtauto's, hoge bestelauto's en personenauto's met caravans of fietsen op het dak. Onder het benedenrijkdek zijn een tussendek en de tanktop te vinden. Hier staat onder meer de voortstuwingsinstallatie. 

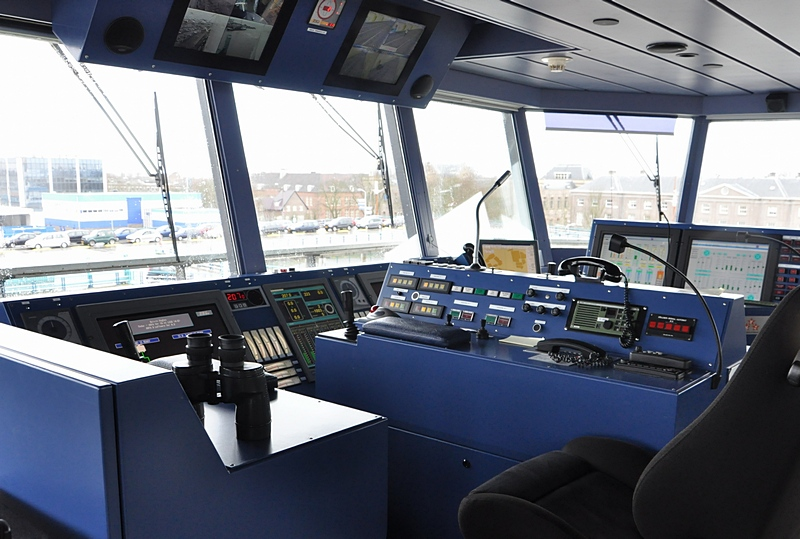
Interieur van het stuurhuis aan de zijde van Den Helder, na de retrofit van 2007
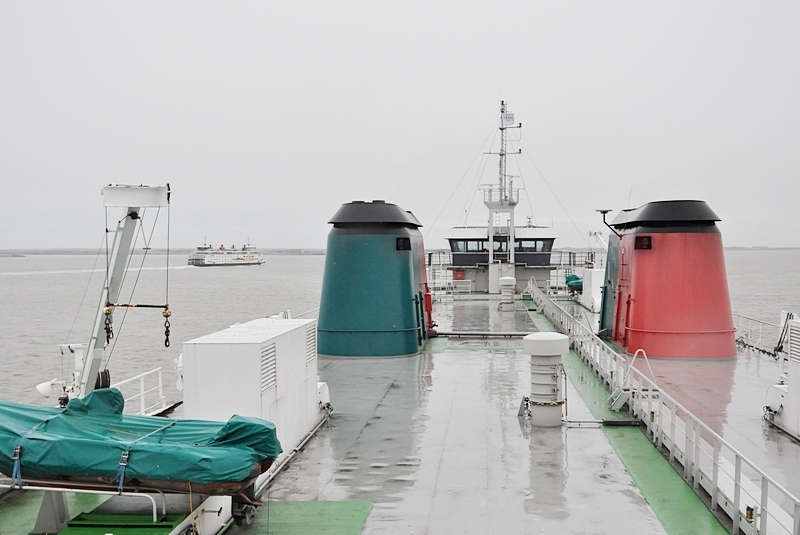
Brugdek van de Schulpengat met de schoorstenen en de stuurhuizen
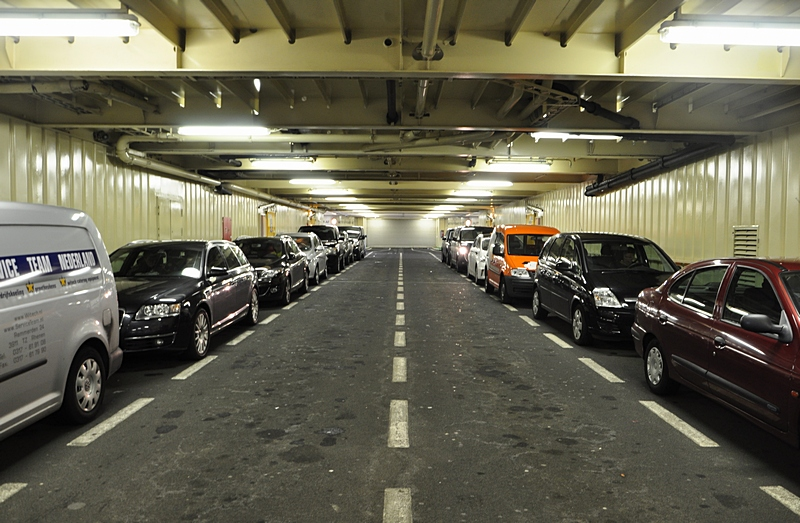
Het lage bovenrijdek voor personenauto's

### Voortstuwing

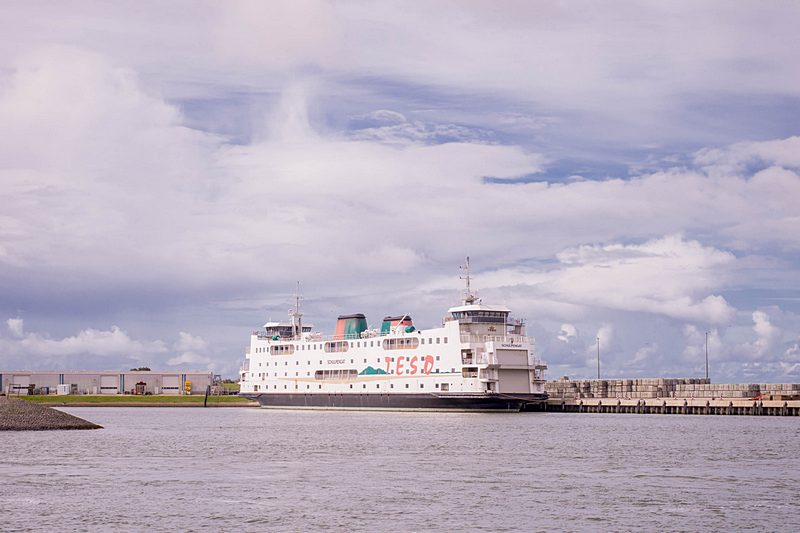
De Schulpengat uit de vaart genomen, wachtend op haar lot in de haven van het NIOZ

De Schulpengat heeft een diesel-elektrische voorstuwingsinstallatie. Zes dieselmotoren van het type Caterpillar 3600 zorgen voor de elektriciteit waarmee de voorstuwing gevoed wordt. Deze voortstuwing bestaat niet uit schroeven, maar uit vier Voith-Schneider-propellers. Deze zorgen onder andere voor een grote wendbaarheid.

## Verloop dienstjaren
In 1991 kwam de Schulpengat in dienst als vlaggenschip van TESO. In combinatie met de Molengat bleek het schip het juiste antwoord op het groeiende vervoersaanbod. TESO had met de Schulpengat een goede en betrouwbare veerboot. In 1998 installeerde het Nederlands Instituut voor Onderzoek der Zee (NIOZ), dat bij de veerhaven in 't Horntje gevestigd is, meetapparatuur onder het schip. Deze gegevens werden doorgestuurd naar een scherm in de salon. In 2002 moest een van de motoren vernieuwd worden.
In 2005 arriveerde de nieuwe Dokter Wagemaker op Texel. Deze grotere veerboot verving de Molengat, waarna de Schulpengat eerste reserveschip werd. In het voorjaar van 2007 onderging de veerboot een retrofit, waarbij de kleurstelling aangepast werd aan die van de nieuwe Dokter Wagemaker.
Het is de gewoonte van TESO om veerboten na zo'n 25 dienstjaren te vervangen. De vervanging van de Schulpengat stond daarom in 2015 op de planning. Dit kon worden gerealiseerd met de komst van de Texelstroom. Vanwege aanhoudende problemen met dit nieuwe schip en de retrofit die de Dokter Wagemaker onderging, deed de Schulpengat echter in 2016 en 2017 nog regelmatig dienst.
Medio 2017 haalde TESO het schip uit de vaart. De Schulpengat werd aangemeerd in de haven van het Nederlands Instituut voor Onderzoek der Zee (NIOZ), vlak bij de veerhaven. TESO wilde het schip in ieder geval tot begin 2018 achter de hand houden, omdat de Texelstroom dan nog een garantie-dokbeurt kreeg. Op zondag 21 januari 2018 vond de afscheidsvaart plaats. De Schulpengat werd nog een keer ingezet als dienstboot en deed zeven retourvaarten. Veel Texelaars en toeristen maakten van de mogelijkheid gebruik om nog een keer met de veerboot te varen.

## Verkoop, laatste reis en sloop

### Verkoop
Na de afscheidsvaart werd de Schulpengat definitief stilgelegd. Een gespecialiseerd bedrijf werd gevraagd een koper te zoeken. Verkoop van het schip zou 1,9 miljoen euro moeten opleveren, maar de vraag bleef bestaan of er in binnen- of buitenland interesse in de veerboot zou zijn. Volgens TESO-directeur Cees de Waal was er in 2015 veel belangstelling van potentiële kopers, maar was het schip niet geschikt vanwege verschillende bouwkundige eigenschappen. Er was belangstelling vanuit Azië en Afrika, maar potentiële kopers konden geen garantie geven voor een verantwoorde inzet van de veerboot. Sloop werd daarmee onontkoombaar. Tot mei 2018 lag de oude veerboot in de NIOZ-haven, waarna het schip korte tijd in Den Helder werd aangemeerd. Half juni 2018 kwam de Schulpengat toch terug naar Texel en werd het schip in de veerhaven aangemeerd, aan de lange fuikwand.

### Sloop
Eind september 2018 kwam TESO met de mededeling dat de Schulpengat in oktober 2018 naar een sloopwerf in Gent zou gaan. Het recyclingbedrijf Galloo Gent is gesitueerd tussen het Noorddok en het Sifferdok in Gent-Zeehaven.

### Laatste reis
Op woensdag 31 oktober 2018 vertrok de Schulpengat voor de laatste keer uit de veerhaven van Texel. Na een tussenstop in Den Helder ging de reis via de Noordzee naar Gent.